# Juan Manuel, San Luis Potosí
Juan Manuel är en ort i Mexiko.   Den ligger i kommunen Mexquitic de Carmona och delstaten San Luis Potosí, i den centrala delen av landet, 400 km nordväst om huvudstaden Mexico City. Juan Manuel ligger 2 160 meter över havet och antalet invånare är 156.
Terrängen runt Juan Manuel är kuperad åt nordost, men åt sydväst är den platt. Terrängen runt Juan Manuel sluttar norrut. Runt Juan Manuel är det ganska tätbefolkat, med 54 invånare per kvadratkilometer. Närmaste större samhälle är Escalerillas, 19,1 km sydost om Juan Manuel. Omgivningarna runt Juan Manuel är i huvudsak ett öppet busklandskap.